# Kehrigk

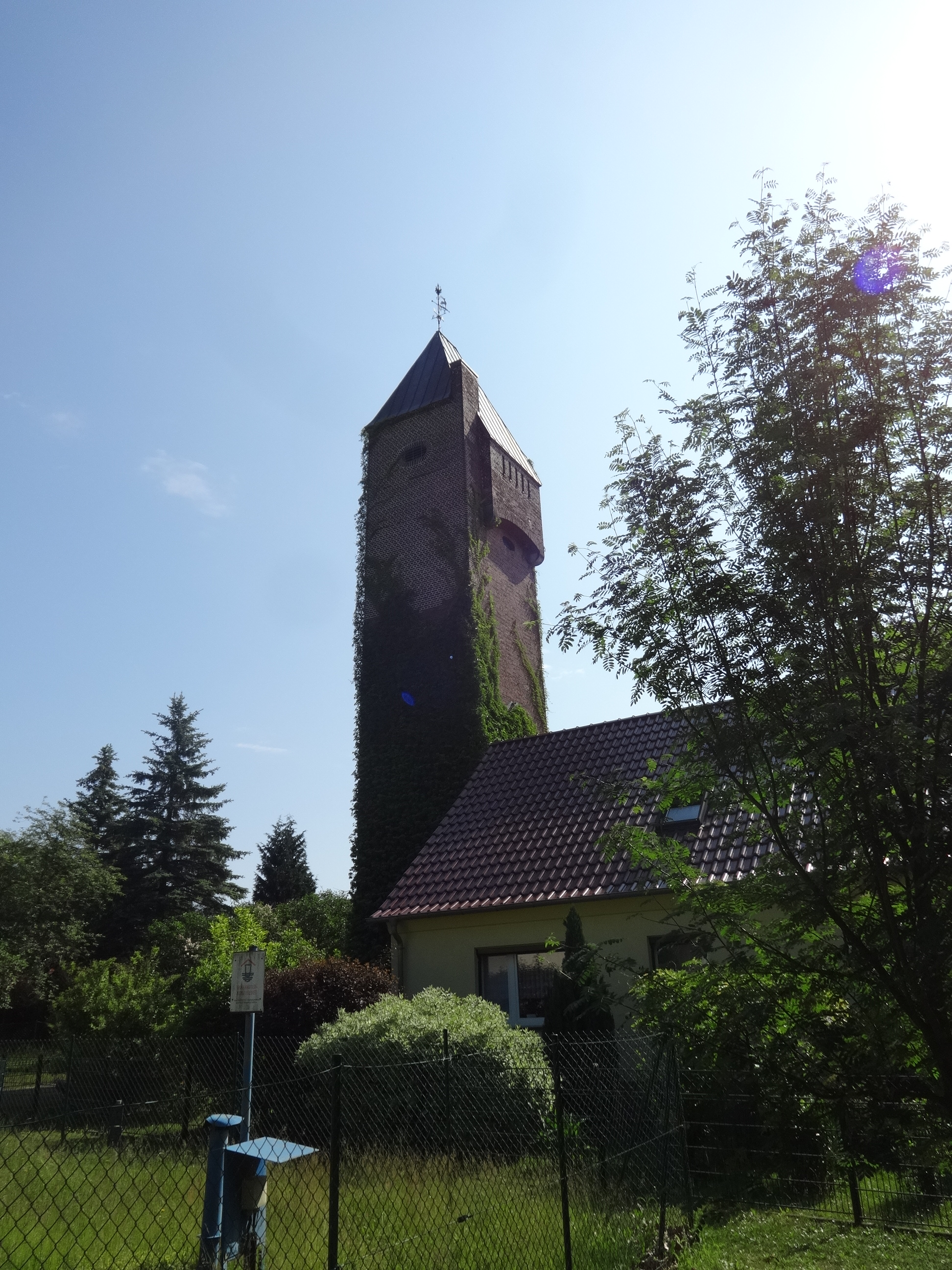
Ehemaliger Wasserturm von 1912

Kehrigk (niedersorbisch Keŕki) ist ein Ortsteil von Storkow (Mark) im Landkreis Oder-Spree in Brandenburg.

## Geographie
Kehrigk liegt an der L74 in der Nähe von Bugk und Groß Eichholz.

## Geschichte
Kehrigk ist ein Straßendorf, welches erstmals 1493 urkundlich erwähnt wird, angrenzend liegt das Naturschutzgebiet Milasee. Der Name geht vermutlich auf Kerk oder Ker zurück, was so viel wie Gegend mit Sträuchern und Büschen bedeutet. In dem Straßendorf sind 1518 sieben Gehöfte überliefert, zu einem späteren Zeitpunkt eine Grubenmühle. 1912 entstand ein Wasserturm. 1927 gründete sich die Freiwillige Feuerwehr. Zu DDR-Zeiten wurde am Milasee abseits vom Ort ein Ferienlager errichtet, in dem Kinder des Landes ihre Ferien verbringen konnten. Nach 1990 wurde es dem Verfall preisgegeben. Am 26. Oktober 2003 wurde Kehrigk nach Storkow (Mark) eingemeindet.

## Sehenswürdigkeiten und Freizeit
Sehenswert ist der im Ort befindliche, zum Aussichtsturm umgebaute ehemalige Wasserturm. Die Plattform ist von April bis Oktober für die Öffentlichkeit zugänglich. Der Blick reicht im Norden nach zum 89,1 Meter hohen Kolberg im namensgebenden Ortsteil Kolberg; bei guter Sicht auch zu den Rauenschen Bergen. Im Südwesten sind die Krausnicker Berge zu erkennen. Davor befindet sich ein Denkmal für die Gefallenen aus dem Ersten und Zweiten Weltkrieg.
Ein vormals als Jagdsitz genutztes Schloss in Kehrigk, beheimatet heute ein Kinderlandhaus mit einem 1,6 Hektar großen Park.
Kehrigk bildet einen Ausgangspunkt für Wanderungen oder Fahrradtouren zu den nahegelegenen Seen und in das Naturschutzgebiet. Der Godnasee im Südosten der Kehrigker Gemarkung ist als FKK-Badesee ausgewiesen.